# Batalla de Acarí
La Batalla de Acarí, librada el 16 de octubre de 1820, fue un enfrentamiento decisivo entre la Expedición Libertadora del Perú y el Ejército Real del Perú por la Independencia del Perú. 
Tras la victoria patriota en Nasca, el teniente coronel argentino Manuel Patricio Rojas, comandante de las tropas patriotas, designó al teniente Juan Vicente Suárez, originario de Paraguay, para interceptar un convoy realista al mando del marqués de Manuel Quimper. Este convoy, que emprendía la retirada hacia la provincia de Lucanas, en la Intendencia de Huamanga, transportaba un cargamento importante de armas y municiones.
Con solo 30 cazadores a caballo, Suárez enfrentó la difícil misión de detener a las tropas realistas que se dirigían hacia la hacienda de Acarí, en medio de un entorno lleno de desafíos y sacrificio. Tras una extenuante marcha desde Nasca hasta el valle de Acarí, atravesando el desierto, Suárez y sus hombres lograron avistar al convoy enemigo. Planificaron cuidadosamente su estrategia y lanzaron un ataque sorpresa antes de que los realistas alcanzaran el pueblo.
En el enfrentamiento, se libró una sangrienta batalla con combates cuerpo a cuerpo. A pesar de la superioridad numérica y de armamento del enemigo, los patriotas lograron derrotar a las fuerzas realistas, recuperar el cargamento de armas y tomar prisioneros a los soldados enemigos.

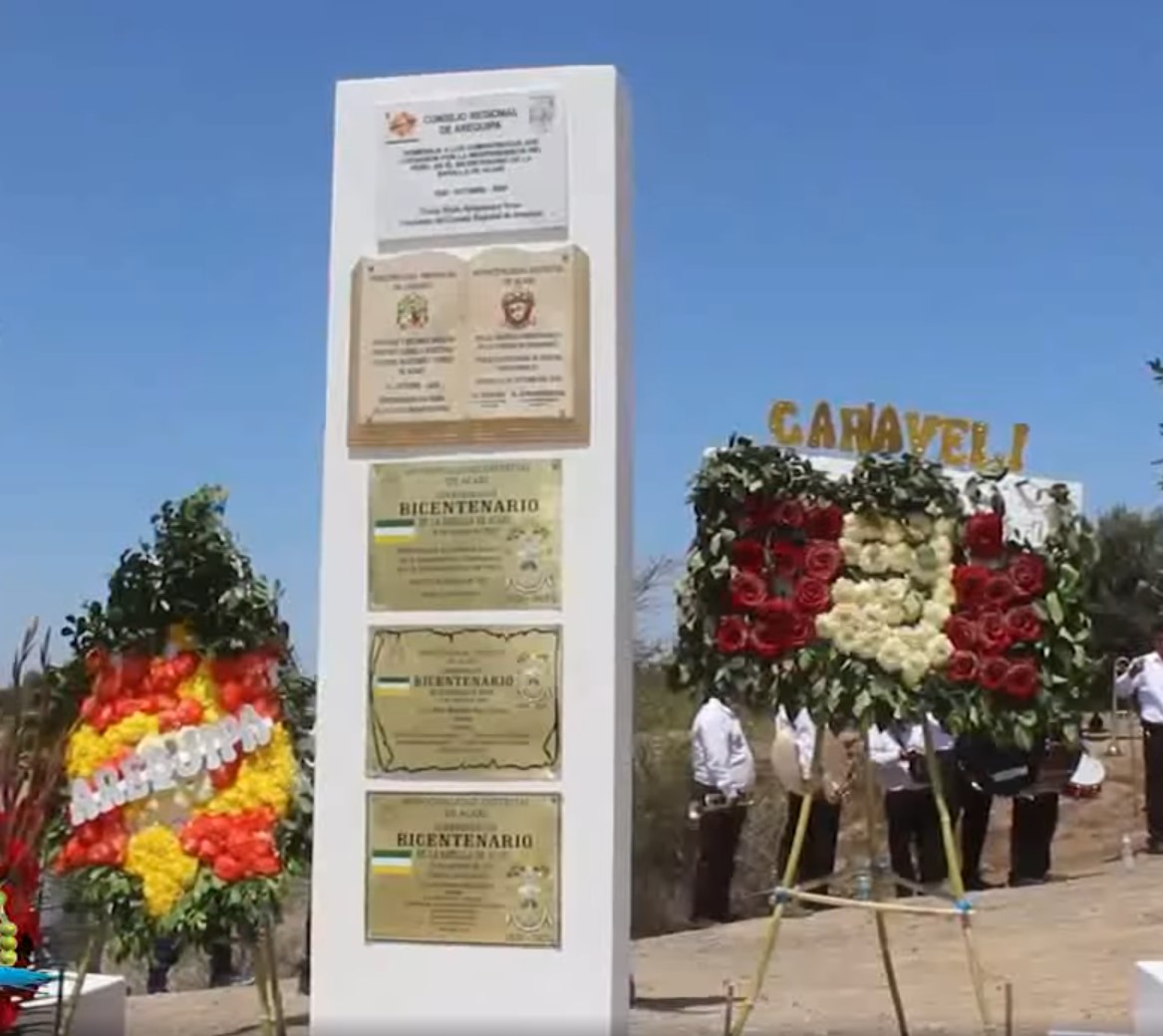
Placa conmmemorativa de la Batalla de Acarí

La victoria de Suárez y sus cazadores a caballo fue un hito crucial para la causa independentista, siendo considerado el primer triunfo del Ejército Libertador en el sur del Perú, contribuyendo significativamente al avance de la independencia del país.